# Dorytomus kerzhneri
Dorytomus kerzhneri (лат.) — вид жуков-долгоносиков рода Dorytomus (Curculionidae). Питается на растениях рода тополь из семейства ивовых. Обитает на Дальнем Востоке России (Магаданская область, Приморский край). Назван в честь энтомолога И. М. Кержнера.

## Описание
Мелкие жуки-долгоносики, длина от 4 до 5 мм. Окраска тела желтовато-коричневая с пятнистым рисунком. Бёдра в средней части с небольшим зубцом. Имеют вытянутую и умеренно изогнутую головотрубку. Усики коленчатые. Тело покрыто заострёнными волосковидными чешуйками. Коготки ног простые и широко расставленные. Вид был впервые описан в 1974 году советскими и российскими энтомологами А. Б. Егоровым и Борисом Александровичем Коротяевым.